# Vince Wilfork
Vincent Lamar Wilfork (* 4. November 1981 in Boynton Beach, Florida) ist ein ehemaliger US-amerikanischer American-Football-Spieler, auf der Position des Nose Tackles und des Defensive Ends. Er spielte für die New England Patriots und die Houston Texans in der National Football League (NFL). Der 1,88 Meter große Wilfork wurde mehrfach in den Pro Bowl gewählt und gewann mit den New England Patriots zweimal den Super Bowl (XXXIX und XLIX).

## Karriere
Wilfork absolvierte in Palm Beach County an der Santaluces High School seine Schulzeit und war sowohl im Leichtathletik als auch im American Football talentiert. Im College bei der University of Miami spielte er im Football sowohl in der Defensive Line als auch in der Offensive Line alle Positionen (Guard, Tackle, Center), dazu Runningback und sogar als Punter. Er stieß im Kugelstoßen damals über 20 Meter weit. Beim NFL Combine schaffte er als fast 150 Kilogramm schwerer Lineman einen 40-Yard-Sprint in beachtlichen 5,08 Sekunden.
Im NFL Draft 2004 wurde Wilfork von den New England Patriots als 21. Spieler ausgewählt und spielte sich auf Anhieb in die Stammformation von Head Coach Bill Belichick. Wilfork schaffte als Nose Tackles auf Anhieb 27 Tackles und 15 Tackle-Assists. Gemeinsam mit dem erfahrenen Keith Traylor sicherte Wilfork das Abwehrzentrum und war Teil des Teams, welches unter Quarterback Tom Brady und Wide Receiver Deion Branch den Super Bowl XXXIX gegen die Philadelphia Eagles mit 24:21 gewann. In den Folgejahren 2005 und 2006 schaffte er jeweils 40 Tackles, und als die Patriots 2007 18 Spiele in Folge gewannen, wurde er zum ersten Mal in den Pro Bowl gewählt. Der Super Bowl XLII ging aber gegen die New York Giants verloren.
In den Jahren 2008 bis 2010 war Wilfork Bestandteil des New-England-Teams, welches immer oben mitspielte, aber in den Play-offs stets scheiterte. Durch seine konstant guten Leistungen wurde Wilfork 2009 und 2010 (31 Tackles in 13 Spielen bzw. 46 Tackles in 16 Spielen) jeweils in den Pro Bowl gewählt. Die Auszeichnung 2010 war insofern bemerkenswert, da Wilfork zum ersten Mal Defensive End anstelle von Defensive/Nose Tackle spielte.
2011 spielte Wilfork wieder Nose Tackle und war mit 29 Tackles, 23 Tackle-Assists und 3,5 Sacks wieder produktiv. Zudem verbuchte er seine ersten beiden Interceptions und seinen ersten Touchdown, als er gegen die Washington Redskins einen von Washington in der Endzone gefumbleten Football eroberte. Wilfork wurde wieder in den Pro Bowl gewählt. Die Saison 2013 endete vorzeitig, da Wilfork einen Riss der Achillessehne erlitt. In der Folgesaison 2014 schaffte es Wilfork zurück in die Startformation, schaffte gegen die Oakland Raiders eine spielentscheidende Interception und blockte einen Field-Goal-Versuch der New York Jets. Er trug dazu bei, dass die Patriots mit 12:4 Siegen in die Play-offs gelangten, und den Super Bowl XLIX gegen die Seattle Seahawks mit 28:24 gewannen. Danach wurde Wilfork von den Patriots entlassen und schloss sich den Houston Texans an. Mit den Texans erreichte Wilfork wieder die Play-offs, scheiterten aber in der ersten Runde.

## Privatleben
Wilfork hat einen Abschluss in Freien Künsten. Seine Ehefrau Bianca ist auch seine Managerin. Gemeinsam haben sie drei Kinder und sie hat ein weiteres Kind aus einer früheren Beziehung. Sie trafen sich über eine Online-Datingsite, als er im College war. Die damals allein erziehende Bianca hatte zunächst wenig Interesse an ihrem „völlig übergewichtigen“ Verehrer, ehe sie bemerkte, dass er für einen Footballspieler untypisch familiär war und sein Studium ernst nahm.
Wilforks Eltern Barbara und David Wilfork starben binnen eines halben Jahres (Schlaganfall bzw. Diabetes), als er im College war. Wilfork engagiert sich im Kampf gegen Diabetes. Er hat einen älteren Bruder.